# Montemale di Cuneo
Montemale di Cuneo – miejscowość i gmina we Włoszech, w regionie Piemont, w prowincji Cuneo.
Według danych na rok 2004 gminę zamieszkiwało 221 osób, 20,1 os./km².